# Ducetia javanica
Ducetia javanica är en insektsart som först beskrevs av Brunner von Wattenwyl 1891.  Ducetia javanica ingår i släktet Ducetia och familjen vårtbitare. Inga underarter finns listade i Catalogue of Life.